# Paul Manship
Paul Howard Manship (24 de diciembre de 1885 - 28 de junio de 1966) fue un escultor estadounidense. 

## Biografía
Paul Manship comenzó sus estudios de arte en la St. Paul School of Art en Minnesota. De allí se trasladó a Filadelfia y continuó su educación en la Academia de Bellas Artes de Pensilvania. Posteriormente viaja a Nueva York donde concurre a la Liga de estudiantes de arte de Nueva York, estudiando anatomía con George Bridgman y modelado con Hermon Atkins MacNeil. Entre 1905 a 1907 trabaja como ayudante del escultor Solon Borglum y posteriormente trabaja durante dos años Charles Grafly y ayudando a Isidore Konti. 
En 1909, a instancias de Konti, participa de la competencia para el distinguido Prix de Rome la cual gana y poco tiempo después viaja a Roma donde concurre a la American Academy entre 1909 y 1912. Durante su estadía en Europa se interesa especialmente por el arte arcaico, y sus obras comienzas a tomar algunos elementos arcaicos, y en forma progresiva se siente atraído hacia temas y formulaciones clásicas. También desarrolla un interés por esculturas clásicas de la India, y es posible observar algunos rasgos de dicha influencia en su obra (por ejemplo ver "Dancer and Gazelles" en Images). Manship fue uno de los primeros artistas que se percata de la gran cantidad de historia artística que está siendo excavada por esa época y se muestra muy interersado por las esculturas de Egipto, Asiria y Grecia (pre-clásica).
Al regresar a Estados Unidos de su temporada en Europa, Manship descubrió que su estilo resultaba atractivo tanto a los modernistas como a los conservadores. Su simplificación de la línea y el detalle seducían a aquellos que deseaban trascender el realismo clásico Beaux-Arts que prevalecía en esa época. También su visión y uso de un concepto de "belleza" más tradicional como el evitar las tendencias más radicales y abstractas en el arte hizo que sus obras fueran atractivas a los ojos de coleccionistas de arte conservadores. Las obras de Manship a menudo son consideradas uno de los más importantes predecesores del art déco.
A lo largo de su carrera Manship realizó más de 700 obras y siempre empleó ayudantes muy hábiles. Por lo menos dos de ellos, Gaston Lachaise y Leo Friedlander, se destacaron por sí mismos alcanzando un renombre dentro de la historia de la escultura en Estados Unidos.
A pesar de que no es conocido por ser un especialista en la representación de contemporáneos, el creó estatuas y bustos de Theodore Roosevelt, Samuel Osgood, John D. Rockefeller, Robert Frost, Gifford Beal y Henry L. Stimson. Manship también encontraba placer en crear bajo relieves y utilizó esta habilidad para crear un sinnúmero de monedas y medallas, una de sus últimas obras fue la medalla inaugural de John F. Kennedy. 
Manship fue seleccionado por la American Battle Monuments Commission para crear monumentos conmemorativos después de la Primera y Segunda Guerras Mundiales. Los mismos se encuentran ubicados en el Cementerio Norteamericano en Thiaucourt, Francia en 1926, y en el cementerio militar en Anzio, Italia.
Manship fue miembro del directorio del Smithsonian American Art Museum, al que presidió. Los escritos de Manship, como también sus maquetas y escultoras están guardados en los archivos del museo. En el 2004 el Smithsonian montó una exhibición retrospectiva de la carrera de Manship lo que resultó en una revalorización de la obra del escultor.
En el Smithsonian American Art Museum hay una sección dedicada a exhibir los trabajos de Manship.
Manship fue el padre del escultor y artista John Manship (1927-2000).

## Museos que poseen obras de Manship
- Addison Gallery of American Art (Andover, Massachusetts)
- Amon Carter Museum (Texas)
- Art Institute of Chicago
- Ball State University Museum of Art (Muncie, Indiana)
- Brigham Young University Museum of Art (Utah)
- Cincinnati Art Museum
- Colby College Museum of Art (Waterville, Maine)
- Corcoran Gallery of Art (Washington D. C.)
- Courtauld Institute of Art (London, England)
- Dayton Art Institute (Ohio)
- Delaware Art Museum (Wilmington, Delaware)
- Harvard University Art Museums
- Heckscher Museum of Art (Huntington, New York)
- Honolulu Academy of Arts
- Hudson River Museum (Yonkers, New York)
- Indianapolis Museum of Art
- Isabella Stewart Gardner Museum (Boston, Massachusetts)
- Joslyn Art Museum (Omaha, Nebraska)
- Los Angeles County Museum of Art
- Museo de Arte Americano de Minnesota (Saint Paul)
- Museum of Fine Arts, Houston (Texas)
- National Academy of Design (Ciudad de Nueva York)
- National Gallery of Art (Washington D. C.)
- National Museum of Wildlife Art (Jackson Hole, Wyoming)
- New Britain Museum of American Art (Connecticut)
- Smithsonian American Art Museum (Washington D. C.)
- Speed Art Museum (Louisville, Kentucky)
- Toledo Museum of Art (Ohio)
- Walker Art Center (Minnesota)
- Westmoreland Museum of American Art (Greensburg, Pensilvania)

## Esculturas expuestas en paseos públicos

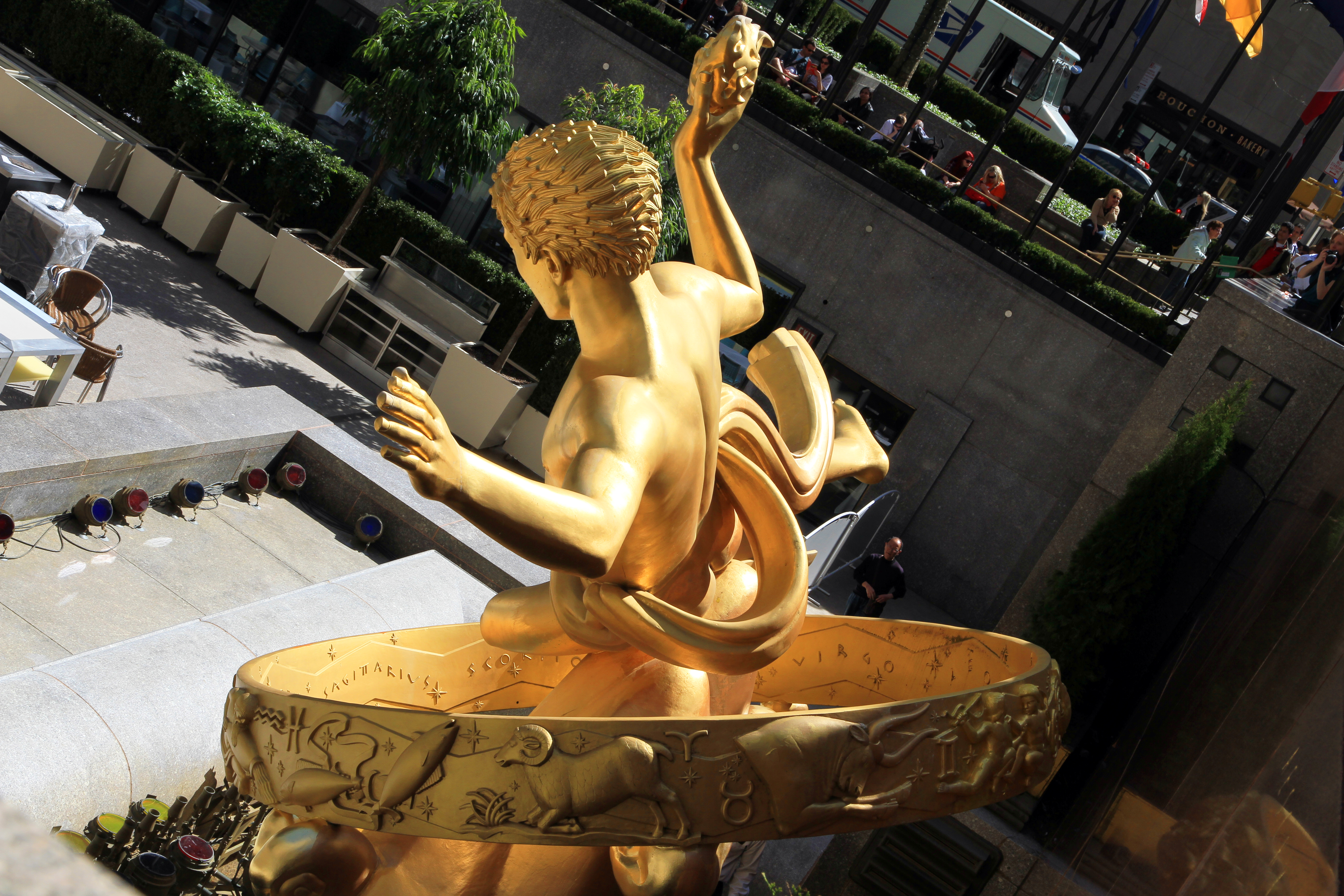
Prometeo

- Earth, Air, Water and Fire, bronze reliefs for the Western Union Building, (now 195 Broadway), New York City, 1914
- Relief in honor of J. Pierpont Morgan at the Metropolitan Museum of Art, 1920
- Paul Rainey Memorial Gateway, Bronx Zoo, New York, 1934
- Prometeo, Rockefeller Center, New York, 1934.
- Teddy Roosevelt statue, Theodore Roosevelt Island, Washington D. C., 1967
- Gates to the Central Park Zoo Children's Zoo.
- Presidente Albert Murphree, Universidad de Florida, Gainesville (Florida), 1946

## Galería

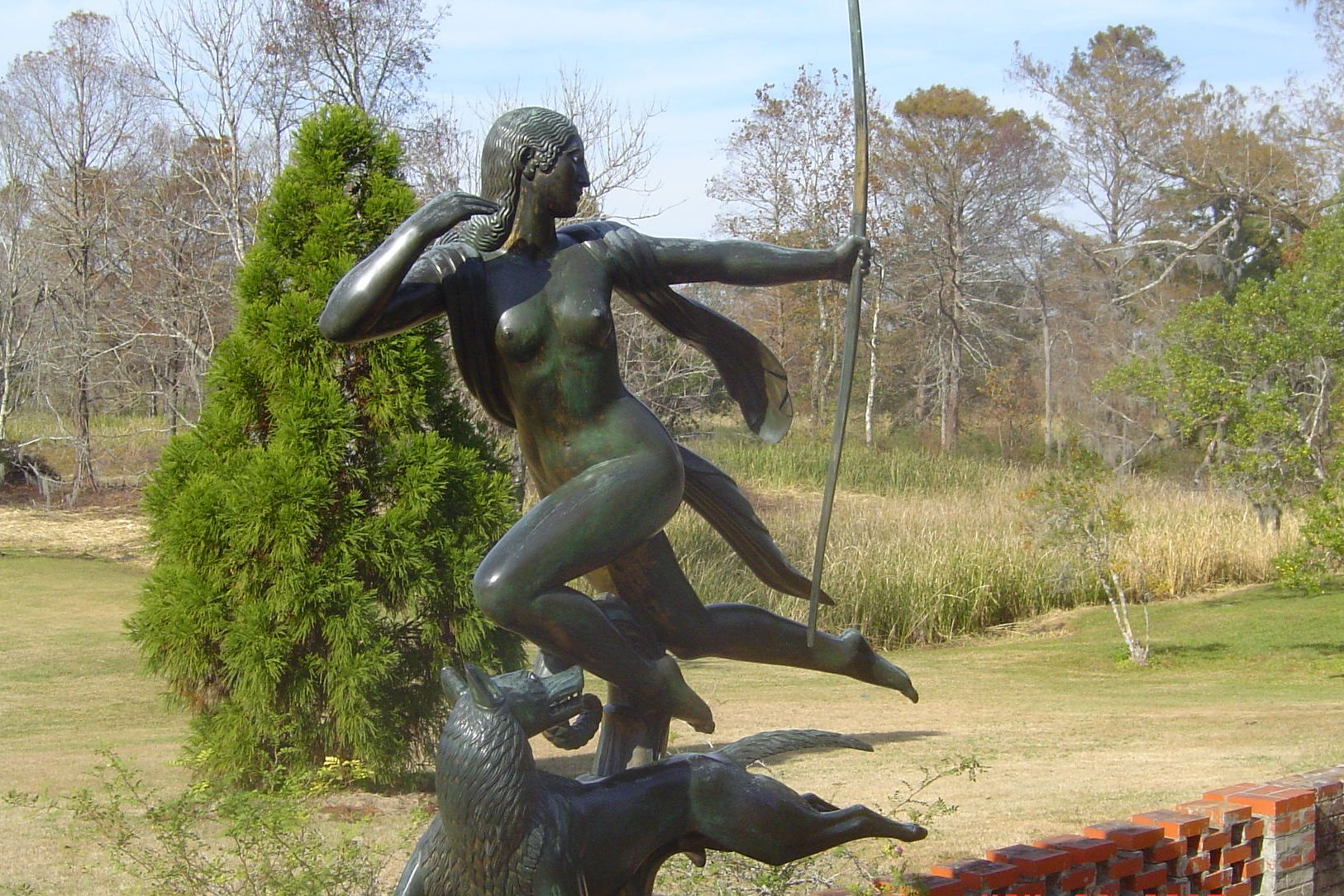
"Diana y un mastín" Brookgreen Gardens, Pawley Island, Carolina del Sur
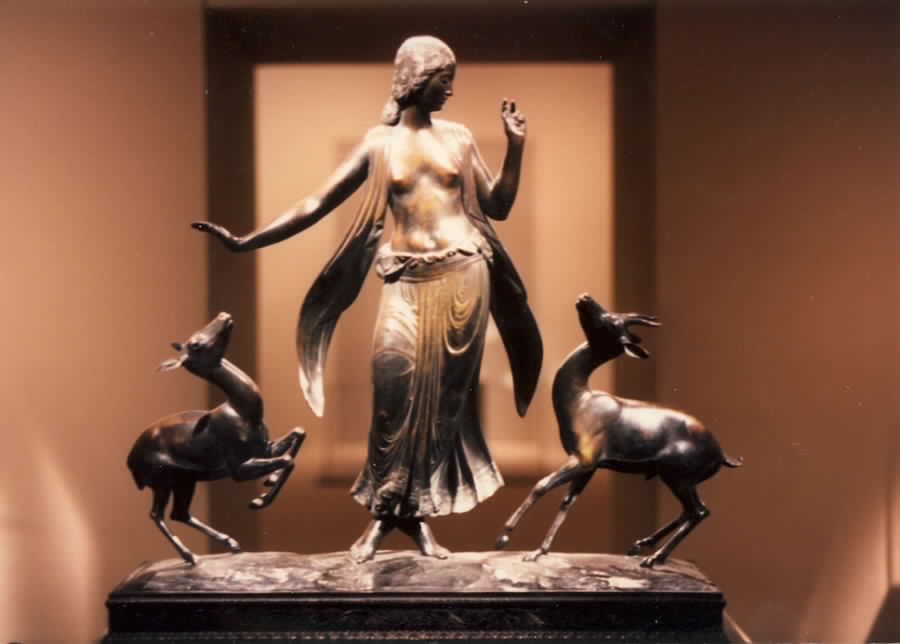
"Bailarina con Gacelas", 1916 Galeria de arte Corcoran
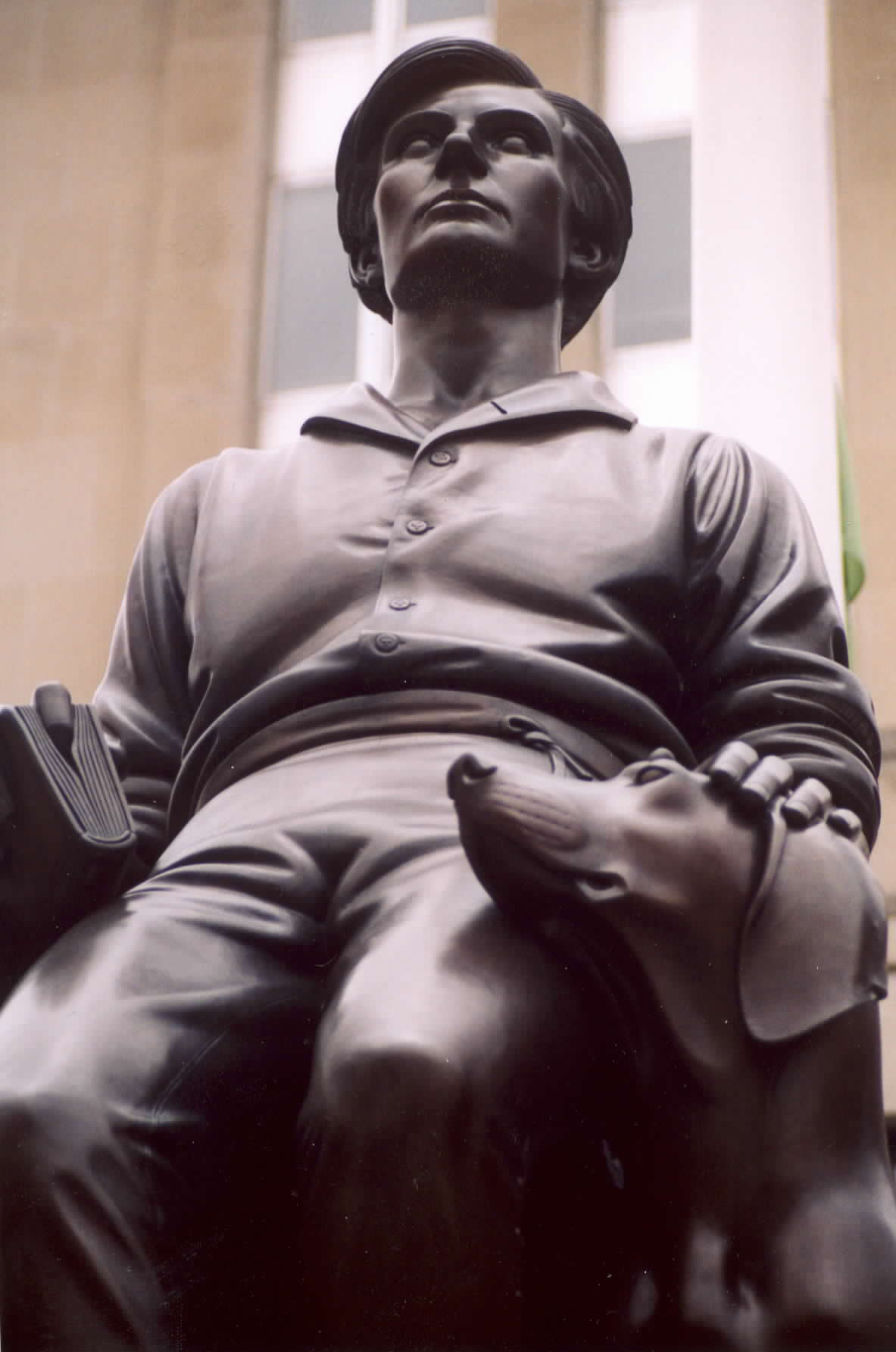
"Lincoln joven" o "Hoosier Youth", Fort Wayne, Indiana, 1932
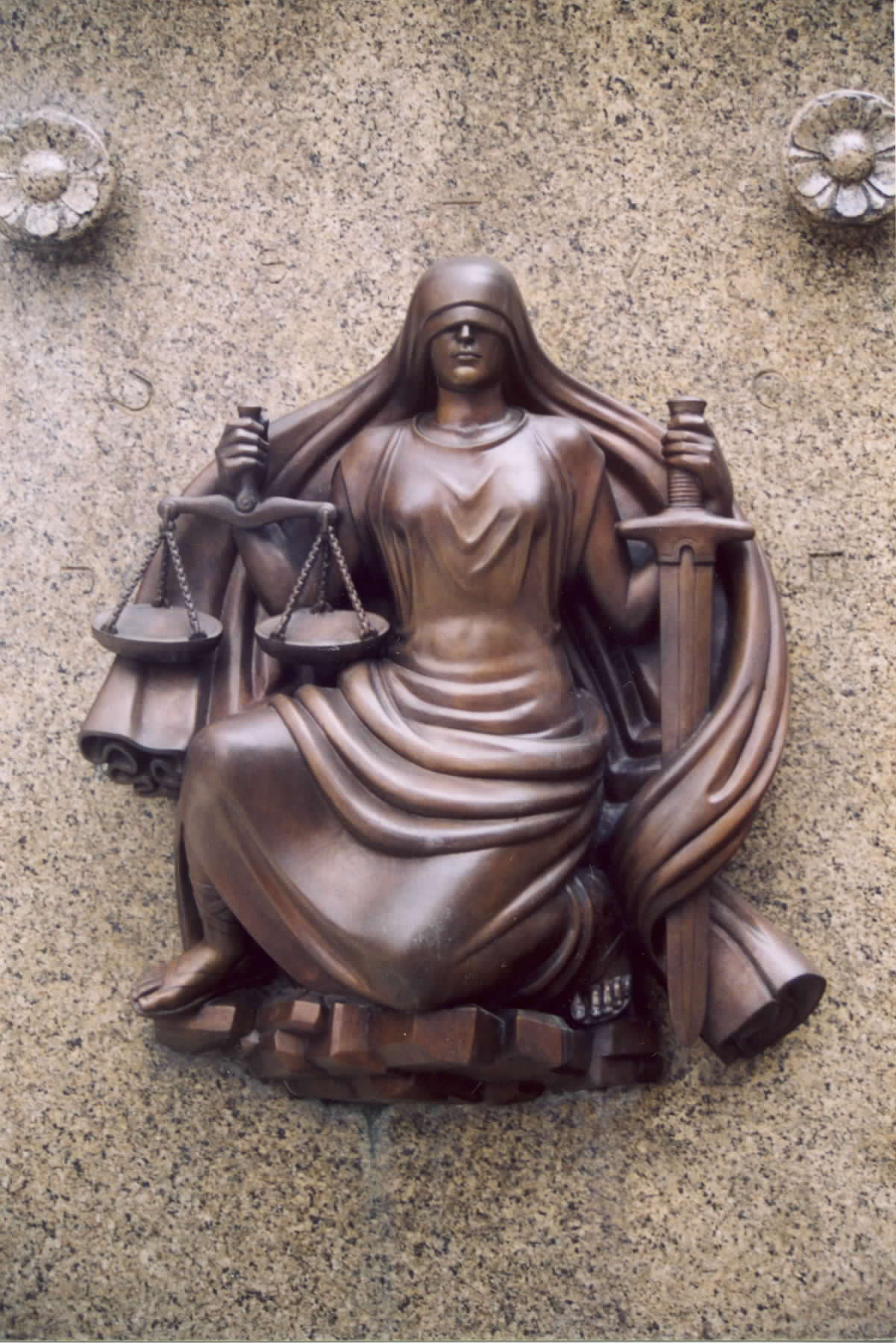
"Lincoln joven" o "Hoosier Youth" (detalle), Fort Wayne, Indiana, 1932
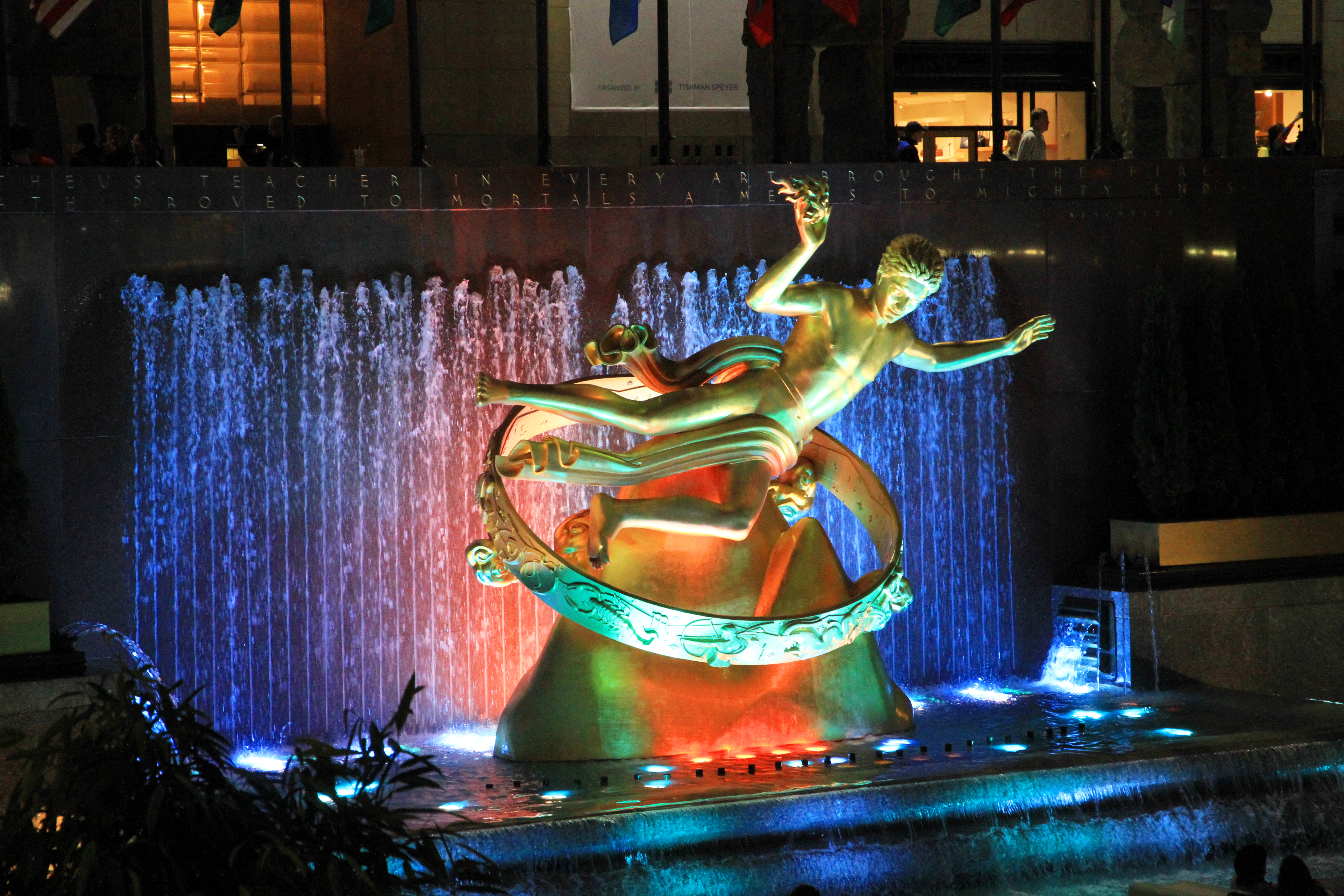
Prometeo